# Sinularia brassica
Sinularia brassica ist eine Art der Achtstrahligen Korallen (Octocorallia), die in den Korallenriffen des tropischen Indopazifiks vorkommt.

## Merkmale
Wie fast alle Oktokorallen bildet Sinularia brassica Tierkolonien, die aus vielen Einzelpolypen mit jeweils acht Tentakeln bestehen. Sinularia brassica bildet dabei einen kurzen, becher- oder trichterförmig Stiel mit Auswüchsen, die die Form von Lappen, Falten oder flachen Blättern haben. Eine zentrale Skelettachse ist nicht vorhanden. Die Polypen sind monomorph, können sich zurückziehen und sind gleichmäßig über die Kolonieoberfläche verteilt. Nur am Stiel sind keine vorhanden. Die Sklerite in den Polypen haben die Form kleiner Stäbchen und Keulen, in den Tentakeln sind sie schuppenförmig. Im Innern der Kolonie haben die Sklerite die Form großer, mit komplexen Tuberkeln besetzter Spindeln, an der Kolonieoberfläche sind es Keulen mit sehr breiten Köpfen, die typischerweise 2 bis 3 gezahnte Vorsprünge aufweisen. Sinularia brassica lebt in einer Endosymbiose mit einzelligen, symbiotischen Algen (Zooxanthellen) und bezieht von diesen verschiedene Nährstoffe.

## Systematik
Art und Gattung wurden 1898 durch den deutschen Zoologen Walther May erstmals wissenschaftlich beschrieben. In den folgenden fast 120 Jahren wurden weit über 100 neu beschriebene Lederkorallen der Gattung Sinularia zugeordnet. Die Gattung erwies sich jedoch in einer 2022 veröffentlichten Studie zur Systematik der Oktokorallen als nicht monophyletisch, da Sinularia brassica, die Typusart, eine isolierte systematische Stellung hat, während die übrigen Sinularia-Arten näher mit den Gattungen Anastromvos, Lobophytum, Lohowia und Sarcophyton verwandt sind als mit Sinularia brassica. Für diese Arten wurde deshalb die Gattung Sclerophytum revalidiert, eine Gattung, die 1903 durch E. M. Pratt eingeführt wurde und ursprünglich 13 Arten enthielt. Diese wurde 1906 durch Wilhelm Kükenthal  mit Sinularia synonymisiert. Alle Sinularia-Arten bis auf Sinularia brassica wurden 2022 in die Gattung Sclerophytum verschoben. Anastromvos, Lobophytum, Lohowia, Sarcophyton und Sclerophytum wurden in die Familie Sarcophytidae gestellt, Sinularia ist die einzige Gattung der monotypischen Familie Sinulariidae. 1903 beschrieb Pratt eine ähnliche Korallenart als Sinularia dura. Diese gilt zur Zeit als Synonym von Sinularia brassica, könnte sich jedoch nach einer 2014 veröffentlichten molekularbiologischen Studie als valide Art erweisen. Sinularia wäre dann nicht mehr monotypisch.